# Brassomys albidens
Brassomys albidens (Tate, 1951) è l'unica specie del genere Brassomys (Musser & Lunde, 2009), endemica della Nuova Guinea.

## Etimologia
Il termine generico deriva dalla combinazione del cognome di Leonard John Brass, botanico ed esploratore australiano, il quale partecipò alle diverse spedizioni in Nuova Guinea finanziate da Richard Archbold, e dal suffisso greco -mys, riferito alle forme simili ai topi. Il termine specifico invece è derivato dalla combinazione delle due parole latine albus, cioè bianco e dens, dente, con evidente allusione alla peculiarità degli incisivi.

## Descrizione

### Dimensioni
Roditore di piccole dimensioni, con lunghezza della testa e del corpo tra 111 e 122 mm, la lunghezza della coda tra 144 e162 mm, la lunghezza del piede tra 25 e 27 mm e la lunghezza delle orecchie tra 18 e 22 mm.

### Caratteristiche craniche e dentarie
Il cranio presenta una scatola cranica completa, un rostro stretto e lungo, delle arcate zigomatiche ampie, grandi bolle timpaniche ed incisivi insolitamente bianchi.
Sono caratterizzati dalla seguente formula dentaria:

### Aspetto
La pelliccia è lunga, soffice e lanosa. Le parti superiori sono marroni scure con la base dei peli più scura, mentre le parti ventrali variano dal grigio-biancastro al grigio-ocraceo. Il muso è lungo, con una maschera scura intorno agli occhi, le vibrisse sono lunghe. Le orecchie sono grandi. Le zampe sono marroni chiare, i piedi sono corti e larghi. L'alluce è munito di un artiglio. La coda è grigio-brunastra e presenta delle scaglie simili a quelle del genere Rattus, corredate ognuna tre lunghi peli.

## Biologia

### Comportamento
È probabilmente una specie fossoria.

## Distribuzione e habitat
Questa specie è endemica della parte centro-occidentale della Cordigliera centrale della Nuova Guinea.
Vive nelle zone subalpine tra i 2.800 e 3.225 metri di altitudine.

## Tassonomia
Questa specie, inizialmente descritta come appartenente al genere Melomys è stata successivamente per molto tempo assegnata a Coccymys.

## Conservazione
La IUCN Red List, considerato che questa specie è poco conosciuta, classifica B.albidens come specie con dati insufficienti (DD).